# Kanton Lanta
Der Kanton Lanta ist ein ehemaliger, bis 2015 bestehender französischer Wahlkreis im Arrondissement Toulouse, im Département Haute-Garonne und in der Region Midi-Pyrénées; sein Hauptort war Lanta. Sein Vertreter im Generalrat des Départements für die Jahre 2004 bis 2010 war Daniel Ruffat.

## Gemeinden
Der Kanton bestand aus zehn Gemeinden. 
| Gemeinde                  | Einwohner Jahr | Fläche km² | Bevölkerungsdichte | Postleitzahl | Code INSEE |
| ------------------------- | -------------- | ---------- | ------------------ | ------------ | ---------- |
| Aigrefeuille              | 1162 (2013)    | –          | – Einw./km²        | 31280        | 31003      |
| Aurin                     | 319 (2013)     | –          | – Einw./km²        | 31570        | 31029      |
| Bourg-Saint-Bernard       | 979 (2013)     | –          | – Einw./km²        | 31570        | 31082      |
| Lanta                     | 1808 (2013)    | –          | – Einw./km²        | 31570        | 31271      |
| Lauzerville               | 1513 (2013)    | –          | – Einw./km²        | 31650        | 31284      |
| Préserville               | 714 (2013)     | –          | – Einw./km²        | 31570        | 31439      |
| Sainte-Foy-d’Aigrefeuille | 2001 (2013)    | –          | – Einw./km²        | 31570        | 31480      |
| Saint-Pierre-de-Lages     | 794 (2013)     | –          | – Einw./km²        | 31570        | 31512      |
| Tarabel                   | 378 (2013)     | –          | – Einw./km²        | 31570        | 31551      |
| Vallesvilles              | 386 (2013)     | –          | – Einw./km²        | 31570        | 31567      |

## Bevölkerungsentwicklung
| 1962 | 1968 | 1975 | 1982 | 1990 | 1999 | 2006 |
| ---- | ---- | ---- | ---- | ---- | ---- | ---- |
| 2993 | 3049 | 3206 | 3523 | 4546 | 6673 | 8118 |